# Сыромолотов, Фёдор Фёдорович
Фёдор Фёдорович Сыромолотов (1 [13] мая 1877, Златоуст, Уфимская губерния — 20 апреля 1949, Москва) — русский революционер и советский партийный и государственный деятель, поэт, публицист.

## Биография
Родился 1 (13) мая 1877 года в городе Златоусте, в Уфимская губерния. Его отец был старшим рабочим на Златоустовском заводе в большом прокатном цехе.
После окончания горного училища, в 1892 году поступил (за казенный счёт) в Уральское горное училище в городе Екатеринбурге, где был участником нелегального кружка учащихся.
В 1894—1898 годах принимал участие в рабочем движении в Златоусте и в Екатеринбурге. В 1897 году стал членом РСДРП и 27 декабря 1897 года участвовал в совещании екатеринбургских представителей революционных организаций края. В 1898 принимал участие в работе гражданского съезда на Урале под руководством Марии Эссен. В этом же году окончил Уральское горное училище и уехал из Екатеринбурга в Нижне-Сергинский завод доменным техником (выплавка чугуна), откуда в ноябре уехал в Сибирь.
В феврале 1900 года вернулся на Урал, служил горным смотрителем на Юговском заводе и управляющим Пышминско-Ключевским медным рудником Верх-Исетского акционерного общества (близ Екатеринбурга). Продолжил нелегальную деятельность, распространял газету «Искра», оказывал помощь Уральскому комитету РСДРП в создании подпольной типографии. С апреля 1905 года был секретарём Общества уральских горных техников и осенью этого же года возглавил в Екатеринбурге сводную боевую дружину. В марте 1906 года арестован и привлечен по делу Екатеринбургского комитета РСДРП, в ноябре 1906 освобожден до суда на поруки. Уехал в Самару, а затем в Петроград.
Как поэт, Сыромолотов занимал активную гражданскую позицию. Он был одним из тех, кто способствовал распространению агитационной поэзии на Урале. Его стихи, публикуемые в газетах, исполнены революционного пафоса и призывов к борьбе.
Осенью 1909 года в Петрограде был арестован охранкой и переведен в Екатеринбург в 1910 году, где был приговорен к одному году тюремного заключения. Затем жил в Екатеринбурге и Томске, занимался революционной деятельностью.
Во время Февральской революции находился в Петрограде. В 1917 году стал секретарём Троицкого комитета РСДРП.
Участвовал в Гражданской войне — воевал на Урале с казаками, В апреле 1918 года назначен комиссаром финансов Уральского областного Совета, стал членом Уральского областного комитета РКП(б).
С сентября 1918 года работал в Москве — был член коллегии Народного комиссариата финансов, членом президиума ВСНХ и членом Малого Совнаркома. В 1921 году командирован на Урал для обследования состояния уральской промышленности и поднятия её производительности. Затем работал председателем Горного Совета, председателем правления Центроспирта и председателем правления Лесного синдиката. В 1925 году был председателем научно-пищевого совета «Нарпита».
В 1930—1931 годах являлся начальником Главного геологоразведочного управления ВСНХ СССР.
Был членом президиума Госплана СССР (1932—1938), стал создателем и руководителем сектора природных ископаемых ресурсов. Состоял членом совета в Промбанке и Внешторгбанке.
В 1941—1943 годах в составе контрольной группы уполномоченных Госплана СССР работал на Урале — в Свердловске, Златоусте и Магнитогорске.
С 1943 до конца жизни работал в Институте технико-экономической информации Госплана СССР.
Умер 20 апреля 1949 года в Москве.

## Публикации и редактор
В разное время Ф. Ф. Сыромолотов публиковал сатирические произведения в журналах «Айкап» и «Уралец», в газетах «Правда» и «Степь» (род псевдонимом Зигзаг, Нил Артельный, Тит Подкузьмихин, Федич).
Был одним из организаторов и создателей Бишкильской типографии.
Организатор и ответственный редактор журналов «Горное дело» (1920—1921), «Разведка недр» (1931), газет «Горнорабочий» (1920—1921), «Красный геолог-разведчик» (1930—1931).
Также был редактором «Продовольственной газеты», газеты «За продналог», журнала «Продовольствие и Революция».

## Память
Именем Сыромолотова были названы улицы в Свердловске (улица Сыромолотова), Златоусте, Троицке и Верхней Пышме, а также рабочий клуб в Нижнем Тагиле, типография в Троицке, горный пик на Памире.

## Интересные факты
Интересно, что Фёдор Фёдорович Сыромолотов был причастен к судьбе Московского финансово-экономического института (МФЭИ, ныне Финансовый университет при Правительстве Российской Федерации). Уже через месяц после открытия института на коллегии Наркомфина обсуждался вопрос о реорганизации института в курсы для подготовки советских финансовых работников. Комиссия из членов коллегии — А. И. Потяева, Д. П. Боголепова, Ф. Ф. Сыромолотова и А. С. Микаэляна — в течение марта 1919 года изучала программу, состав лекторов и слушателей МФЭИ. Институт просуществовал ещё два года, затем был закрыт и вновь открыт в 1930 году.